# Riveda
La Riveda S.r.l. è stata una società nata a seguito dell'accordo Eni-Montedison del 1982.

## Storia

### Origini
Proprio per la realizzazione di questo accordo, Montedipe e Montepolimeri conferirono a questa nuova società, denominata Riveda e creata appositamente, alcuni dei loro impianti che sarebbero passati poi all'Eni e quindi alla controllata EniChem.
In particolare la Montedipe conferì l'azienda cracker nafta di Priolo e l'azienda butadiene di Brindisi, mentre la Montepolimeri conferì i rami d'azienda relativi al polietilene a bassa densità (stabilimenti di Brindisi, Ferrara e Priolo), al polietilene ad alta densità (Brindisi), al ciclo PVC (Brindisi e Porto Marghera), alle resine ABS (Ferrara) e alle gomme acrilonitriliche (Rho).
L'accordo verrà poi definitivamente realizzato negli anni successivi con il passaggio da Riveda all'Eni, e quindi all'EniChem, delle attività precedentemente elencate. Seguirà poi le vicissitudini dell'Enichem, divenuta poi Syndial e successivamente Eni Rewind.